# Basket-Ball Club Etzella
Il Basket-Ball Club Etzella è una società cestistica avente sede a Ettelbruck, in Lussemburgo. Fondata nel 1934, gioca nel campionato di pallacanestro lussemburghese.

## Palmarès
- Campionato lussemburghese: 15

1955, 1956, 1957, 1961, 1962, 1963, 1964, 1965, 1970, 1972, 1992, 1999, 2003, 2006, 2019
- Coppa del Lussemburgo: 25

1955, 1956, 1957, 1961, 1962, 1963, 1964, 1965, 1966, 1969, 1972, 1976, 1982, 1991, 1992, 1999, 2002, 2003, 2005, 2006, 2007, 2008, 2011, 2019, 2023